# Batarà rogenc
El batarà rogenc (Frederickena fulva) és una espècie d'ocell de la família dels tamnofílids (Thamnophilidae).

## Hàbitat i distribució
Habita el sotabosc de la selva pluvial a les terres baixes fins als 500 m del sud de Colòmbia, est d'Equador, nord-est del Perú al nord del riu Amazones.

## Taxonomia
Considerat antany una subespècie del batarà ondulat (F. unduliger), avui es considera una espècie de ple dret.